# Ivan Vekić

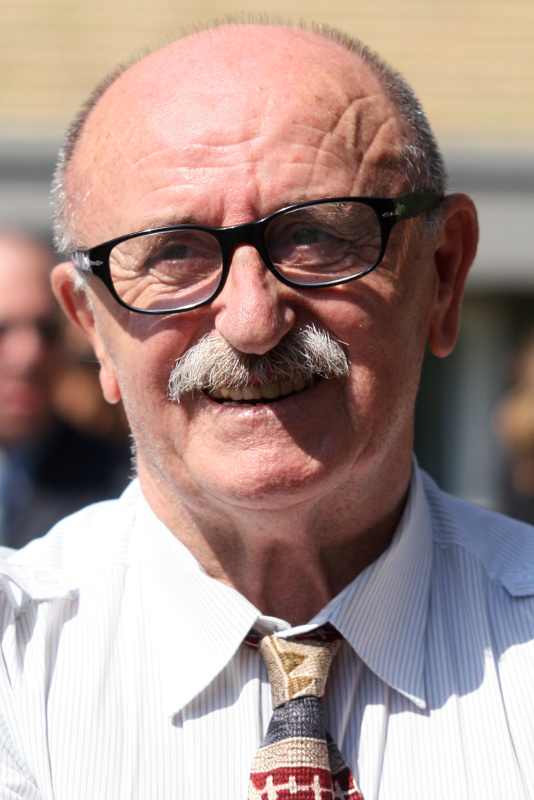
Ivan Vekić (2011)

Ivan Vekić (* 18. Oktober 1938 in Poljica bei Vrgorac; † 17. Dezember 2014 in Osijek) war ein jugoslawischer und kroatischer Politiker.
Er gehörte 1989 zu den Gründern der Hrvatska demokratska zajednica (HDZ). Von Juli 1991 bis April 1992 war er Innenminister Kroatiens, also während der Zeit, in der Kroatien unabhängig wurde. Zu dieser Zeit unterhielt das Innenministerium eigene paramilitärische Einheiten, die unter anderem am Massaker von Gospić beteiligt waren. Im Zusammenhang mit der Ermordung des als gemäßigt geltenden Polizeichefs von Osijek, Josip Reihl-Kir, wurde Vekić 2001 von der Polizei vernommen.
Im Jahr 2003 wurde Vekić aus der HDZ ausgeschlossen. Zur Parlamentswahl in Kroatien 2007 trat er als Kandidat der Partei Jedino Hrvatska – Pokret za Hrvatsku (Ausschließlich Kroatien – Bewegung für Kroatien) an, der jedoch der Einzug ins Parlament nicht gelang.
Im August 2010 kündigte er die Gründung einer neuen Partei namens Hrvatska straža (Kroatische Wache) an, die sich unter anderem für die Einführung der Todesstrafe sowie für eine vormilitärische Ausbildung an den Schulen einsetzen solle. Nach der Gründung der Partei übernahm er den Vorsitz, den er im Januar 2014 aus gesundheitlichen Gründen an seinen bisherigen Stellvertreter Vencel Čuljak abgab. Die Partei blieb weitgehend bedeutungslos.